# 岡田唯
岡田唯（1987年12月28日—），是日本三人組女性偶像團體美勇傳的成員，2004年6月自10570參加的Hello! Project Egg選秀會2004中脫穎而出，成為最後的32名入選者之一。
同年8月，與當時早安少女組的成員石川梨華以及同期的入選者三好繪梨香組成「美勇傳」。
岡田唯以身材傲人著稱。

## 基本資料
- 生日：1987年12月28日
- 出生地：日本大阪府
- 身高：158公分
- 血型：A型。

## 所屬團體
- 美勇傳（2004年—2008年）

## 外部連結
岡田唯 （页面存档备份，存于）